# 宁基南加
宁基南加（Ninki Nanka）是一种出没于于西非的神秘生物，通常被描述类似于鳄鱼的身体、马的头部、长颈鹿的颈部以及反光鳞片，一些描述甚至声称宁基南加长有翅膀并且可以喷火。

## 目击
- 2006年，一支名为《猎龙人》（dragon hunters）的英国探险队在冈比亚找到一名曾在三年前目击过宁基南加的目击者，根据该名目击者的描述，宁基南加长约50米，宽约1米，与中国龙模样相似。[2]探险队除此还找到一块据称是宁基南加的鳞片，但被怀疑是发霉的底片。[3]